# Neutronentomografie
Neutronentomografie (NT) oder Neutronen-Computertomografie (NCT) ist ein radiografisches Verfahren der Neutronenoptik. Es dient zur Erstellung von Schnittbildern mittels Neutronenstrahlen (Neutronenstreuung) und ist physikalisch der Computertomografie (CT) vergleichbar.
Was die kontrastreiche Durchdringung von Metallen und dünnen, wasserhaltigen Proben betrifft, ist die NT eine ideale Ergänzung zur klassischen Radiologie und Röntgentechnik. Sie arbeitet ebenso wie diese zerstörungsfrei, belastet aber den Organismus weniger. Auch für die Paläontologie wird sie bereits eingesetzt, unter anderem zur Untersuchung von Saurierknochen.
Bei der CT werden Röntgenstrahlen durch die zu untersuchende Probe geschickt, während es bei der NT Neutronen mit angemessener Energie sind. Röntgen eignet sich für dicke organische Proben – etwa das Durchleuchten des menschlichen Körpers, weil sie kaum einer Streuung unterliegen. Die Neutronenradiografie hingegen kann dünne Schichten organischer Stoffe oder andere wasserstoffhaltige Proben sehr kontrastreich abbilden, weil die Neutronen bereits an leichten Atomen wie Wasserstoff stark gestreut werden. Andererseits können Neutronen die meisten Metalle leicht durchqueren, während Röntgenstrahlen stark absorbiert werden und daher kein Bild über das Innere der Probe liefern.
Die Tomografie mit Neutronenstrahlen wird daher auch in der Werkstofftechnik eingesetzt und bildet mit ihrem Schnittverfahren die Nuklidverteilung ab; im Vergleich dazu stellt die Röntgen-Tomografie die Verteilung der Elektronendichte im Untersuchungsobjekt dar.
Neutronentomografische Untersuchungen mit thermischen (langsamen) Neutronen eignen sich vor allem zur Untersuchung kleinerer Objekte – von der Prüfung auf Haarrisse in kleinen Bauteilen bis zur Routineprüfung von Turbinenschaufeln in Triebwerken, während schnelle (energiereichere) Neutronen für sehr dickwandige Objekte eingesetzt werden.